# Lars Melander (kemist)
Lars Conrad Samuel Melander, född 11 maj 1919 i Maria Magdalena församling, Stockholm, död 11 februari 2008 i Örgryte, var en svensk kemist.
Melander avlade filosofie licentiatexamen 1947 och disputerade för filosofie doktorsgrad 1950. Han var därefter fram till 1963 verksam som docent i organisk och fysikalisk kemi vid Stockholms högskola. Melander var 1963–1983 professor i organisk kemi vid Göteborgs universitet. Han blev ledamot av Vetenskaps- och Vitterhetssamhället 1967 och av Vetenskapsakademien 1974. Melander är begravd på Örgryte nya kyrkogård.